# Pütting

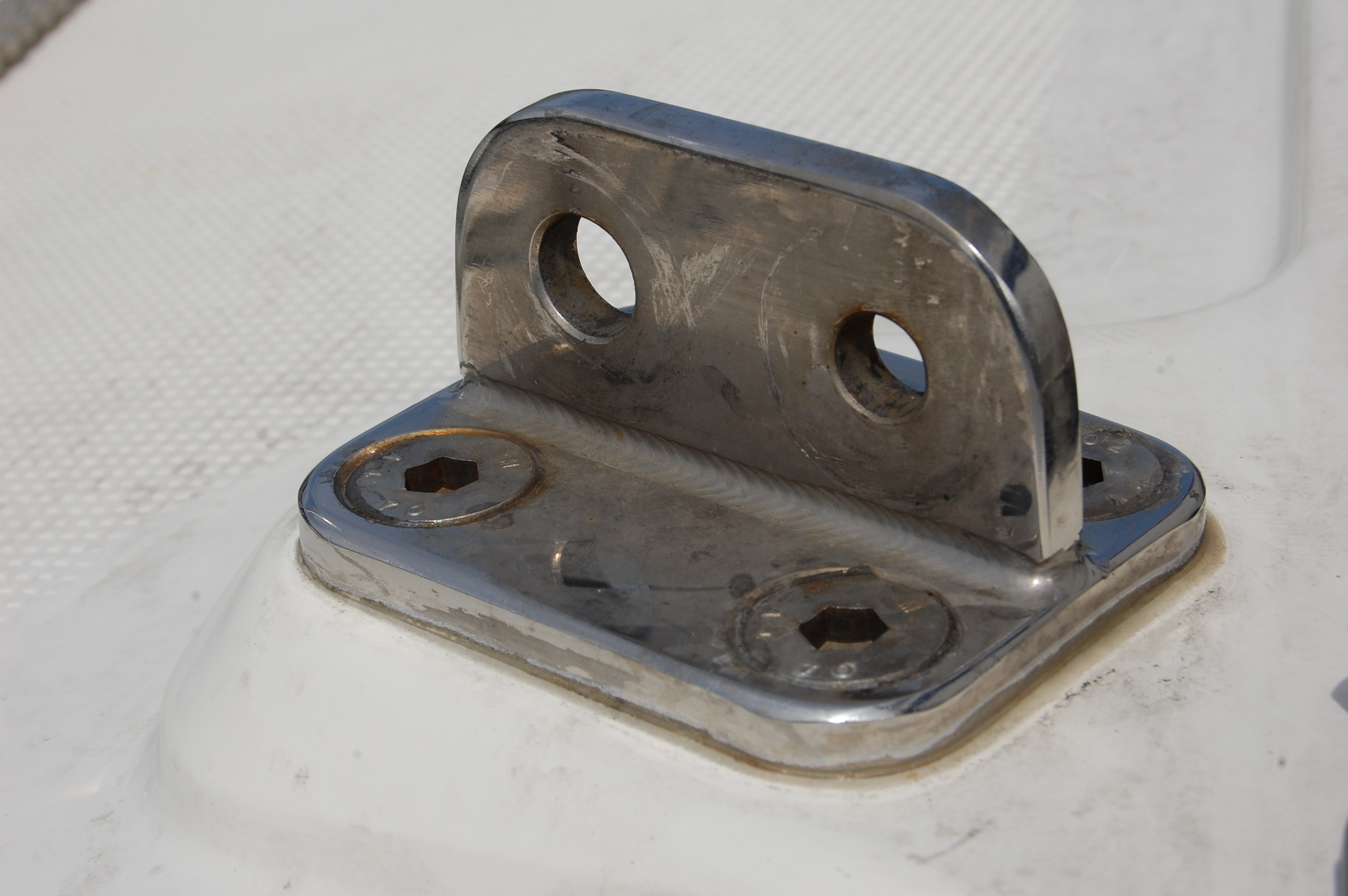
Pütting mit Ösen für Unter- und Oberwant

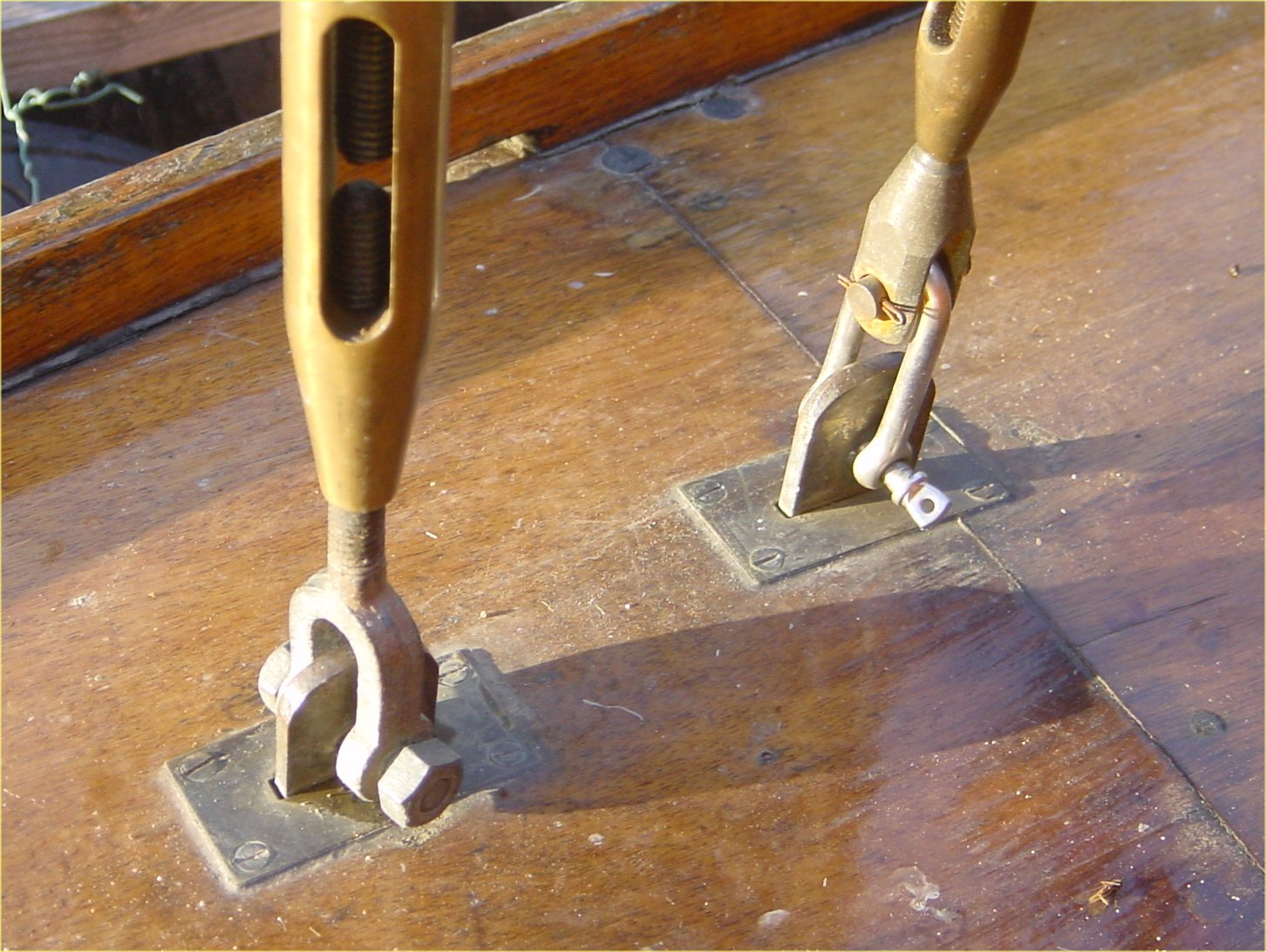
Zwei Püttings mit Wantenspannern eines alten Holzsegelbootes

Ein Pütting (das, Plural Püttings) ist auf Segelschiffen ein Beschlag, an dem Wanten befestigt werden. Das Pütting dient der Einleitung der Zugkraft der Wanten in den Schiffsrumpf und ist daher außen, also im Bereich der Bordwand angebracht. 
Ein Pütting besteht meistens aus Stahl und wird mit massiven Schrauben auf dem Deck oder an der Bordwand festgeschraubt. Bei manchen Konstruktionen reicht die Unterseite auch mit einer Verlängerung ins Deck hinein und wird dort festgeschraubt. In jedem Fall ist der Rumpf an der Stelle, an der die Püttings montiert werden, besonders verstärkt, um die Kraft großflächig in den Rumpf einzuleiten. Beim Segeln am Wind wird praktisch die ganze Querkraft auf das Boot über die luvwärtigen Püttings in den Rumpf eingeleitet. Diese kann das mehrfache der Gesamtverdrängung erreichen. 
An den Ösen auf der Obserseite werden die Wanten befestigt. Dazwischen kommt ein Wantenspanner zur Einstellung der Wantenspannung sowie ein Toggle genanntes Zwischenstück, damit sich die Wanten möglichst frei bewegen können, wenn das Rigg im Seegang oder bei Krängung arbeitet. Die Unter- und Oberwanten derselben Seite können auf verschiedene Püttings verteilt sein (unteres Bild) oder zwei Ösen an demselben verwenden (oben). 
Beschläge für denselben Zweck finden sich auch am Bug und am Heck zur Befestigung der Stage, ihre Bezeichnung als Püttings ist jedoch nicht einheitlich. 